# Schrift (tijdschrift)
Schrift is een Nederlandstalig tijdschrift voor onderzoek van de Bijbel. Het is gericht op een breed publiek en wil dit publiek kennis laten maken met de resultaten van recent wetenschappelijk onderzoek.

## Tijdschrift
In 1969 verscheen het eerste nummer van Schrift als voortzetting van drie tijdschriften: Het Heilig Land, De Jeruzalemvaarder en Het Boek der Boeken. Bas van Iersel was de eerste hoofdredacteur. In 1998 volgde Ellen van Wolde hem in die functie op.
Schrift verschijnt vijfmaal per jaar en wordt online uitgegeven door KokBoekencentrum.

## Inhoud
Schrift belicht de Bijbel vanuit drie invalshoeken: de Bijbel als historisch boek, als literair werk en als inspiratiebron voor kunst en cultuur. Het besteedt daarbij aandacht aan de archeologie en geografie, alsook aan niet-Bijbelse geschriften uit het oude Nabije Oosten, de Griekse en Romeinse oudheid.
Ieder nummer behandelt een thema: een Bijbelboek, een Bijbels personage, een Bijbelse plaats of gebeurtenis of een ander thema.